# Phare de Lågemade
Le phare de Lågemade (en danois : Lågemade Fyr) est un phare au Danemark. Il a été construit en 1896, du côté danois du fjord de Flensbourg et est situé sur la Péninsule de Broager près d’Egernsund. Il s’agit en fait d’une balise avec un phare arrière, à environ 700 m à l’intérieur des terres, sur un mât en treillis de 21 m de haut. Le phare guide les navires à travers l’étroit chenal jusqu’à Flensbourg. Les navires doivent donc s’orienter vers l’arrière pour suivre le chenal.

## Histoire
Après la guerre germano-danoise, la région appartenait à l’Empire allemand. À la fin du XIXe siècle, de plus en plus d’unités navales ont été transférées dans la ville de Flensburg, dans le fjord. Le fjord a été utilisé en particulier pour des exercices de torpilleurs, de sorte qu’au début du XXe siècle, une station de torpilles a été établie à Flensbourg-Mürwik. En 1905, il a été décidé de déplacer les unités navales allemandes de Kiel à Flensbourg et Sønderborg. C’est au cours de la même période que la majorité des phares ont été construits sur le fjord de Flensbourg. C’est pourquoi on suppose que ce déplacement a pu jouer un rôle dans la construction des phares,,.
Le phare de Lågemade a été construit en 1896 près du petit village de Lågemade à l’est du détroit d’Egernsund. Il a été construit à l’identique du phare de Rinkenæs et du phare de Skodsbøl,. Une plaque avec l’inscription peinte « Maschinen-Fabrik N. Jepsen Sohn Flensburg » a été fixée à la porte du phare. L’usine en question produisait au Margarethenhof de Flensburg. À partir de 1906, le gardien du phare de Holnis a également été chargé de surveiller les phares voisins de Lågemade et Rinkenæs. Après les plébiscites du Schleswig en 1920, le phare a été remis à l’administration danoise,.
Le phare fournit un feu directionnel. Le feu directionnel correspondant au phare se trouve au-dessus du phare,, à une distance d’environ 700 mètres. Le phare se dresse aujourd’hui au milieu du village d’Egernsund. Le sentier de randonnée Gendarmstien longe maintenant le phare.